# Xavier Gabriel i Lliset
Xavier Gabriel i Lliset (Sort, Pallars Sobirà, 21 de març de 1957 - 5 d'agost de 2023) va ser un empresari català, un dels més benestants de Catalunya gràcies a la sucursal de loteria La Bruixa d'Or oberta a Sort. Va ser pioner amb la venda de bitllets per internet de manera que va aconseguir guanyar més de 60 milions d'euros per sorteig. Va assolir que fos l'administració que més facturava a Espanya i la que més premis repartia.

## Trajectòria

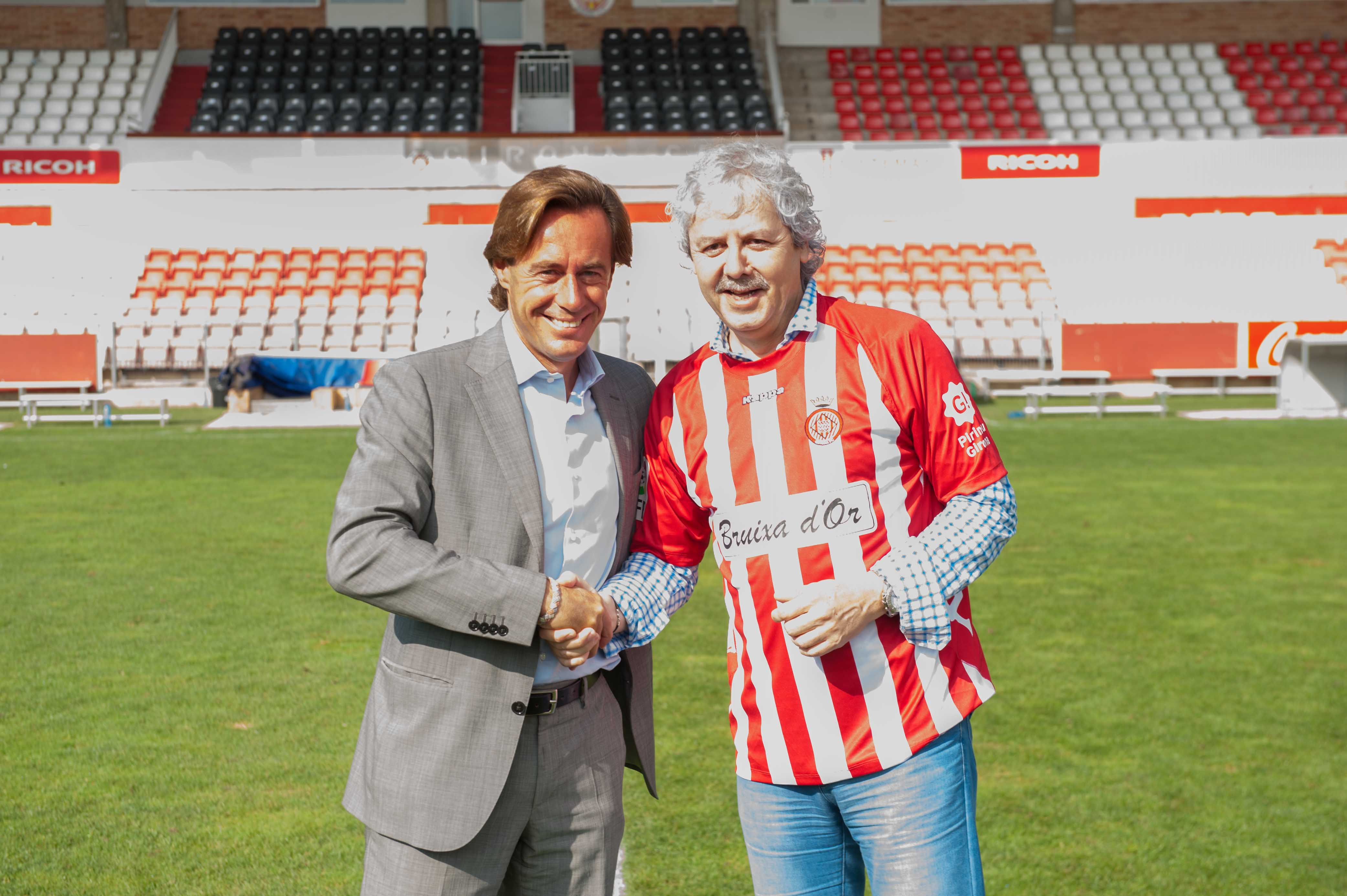
Xavier Gabriel va patrocinar diversos clubs esportius. A la imatge, del 2014, després de signar un conveni amb el Girona FC.

Gabriel es va dedicar al sector de la banca fins que va decidir emprendre el seu propi negoci amb 27 anys. El 1986 va fundar una administració de loteria al municipi de Sort. La seva popularitat va tenir un punt d'inflexió el 5 de gener del 1994, quan va repartir 10.000 milions de pessetes al sorteig del Nen gràcies al primer premi. En aquest moment l'administració de loteria es deia Stop i la titular era la seva esposa. El 1996 va canviar-li el nom a La Bruixa d'Or. El 2022 facturaria 247.000 euros.
A partir del canvi de nom de l'administració va començar-se a implicar en diversos negocis relacionats amb esports, esports d'aventura, productores audiovisuals, negocis immobiliaris i empreses de restauració. Va ser l'introductor del ràfting al Pallars Sobirà amb l'empresa Aventur, que va fundar el 1987 i va funcionar fins al 1993, ajudant la recuperació econòmica de la comarca amb el turisme. També presidia una associació d'ajut als afectats de síndrome de Down i malalties estranyes. Va guanyar el Premio Emprendedor del Año del 1999.
Era un empresari excèntric. El 4 de setembre del 2006 va anunciar que tenia previst ser el primer turista espacial d'Espanya en un vol de finals del 2008, fet que el convertiria en el primer català astronauta. Va exposar que ho faria a través de la VSS Enterprise de l'empresa Virgin Galactic de la que s'havia convertit soci fundador. En una entrevista feta la tardor del 2011 explicava que encara no havia fet el vol espacial i que tenia previst realitzar-lo "en un termini màxim d'un any".
L'agost de 2009 va signar un conveni de col·laboració amb la Fundació del Futbol Club Barcelona per crear la Loteria Culé. La intenció era vendre dècims i participacions de la loteria de Nadal personalitzada amb toons del Barça. Un 80% dels donatius es destinarien a obres benèfiques de la fundació del Barça i un 20% a la de la Bruixa d'Or.
Va mantenir la seva vida privada amb discreció, amb excepcions, com quan el 2010 va participar en el programa El convidat amb Albert Om. L'octubre del 2017 va manifestar estimar Catalunya i sentir-se espanyol, i després del referèndum independentista va traslladar la seu social de l'administració fora de Catalunya.
A finals del 2017 li van diagnosticar càncer de còlon i el 2018 carcinoma pulmonar, i va patir dos ictus. Va morir el 5 d'agost del 2023 a conseqüència del càncer.

## Llibres
- Gabriel, Xavier. Res no és impossible: Descobreix els secrets de n Xavier Gabriel, fundador de la Bruixa d Or.  Alienta Editorial, 2011. ISBN 978-84-15320-00-5.
- Gabriel, Xavier. El creador de La Bruixa d'Or.  Pagès editors, S.L., 2002. ISBN 978-84-7935-987-4.
- Gabriel, Xavier. Les 13 claus de la Sort.  Ara Llibres, 2008. ISBN 9788492406746.
- Gabriel, Xavier. El gran libro de la inspiración: 150 frases para aplicar a tu vida y reforzar tu destreza (en castellà).  Alienta, 2018. ISBN 978-84-16928-88-0.